# Ametroides denticulatus
Ametroides denticulatus är en insektsart som beskrevs av Kjell Ernst Viktor Ander 1934. Ametroides denticulatus ingår i släktet Ametroides och familjen Gryllacrididae. Inga underarter finns listade i Catalogue of Life.